# Villa Inferno (album)
| Recensione       | Giudizio |
| ---------------- | -------- |
| SentireAscoltare |          |
| OndaRock         |          |

Villa Inferno è un album studio del gruppo folk punk italiano Zen Circus, pubblicato nel 2008.

## Il disco
Dopo l'album Vita e opinioni di Nello Scarpellini, gentiluomo il gruppo decise di pubblicare un EP dal titolo “Andate Tutti Affanculo”, dove comparivano solo pezzi in italiano ( “Figlio di Puttana”, “Vent'anni”, “Vana Gloria” e altri). Poco tempo dopo Brian Ritchie propose alla band una collaborazione e il disco avrebbe dovuto essere pubblicato dalla Haus Musique, etichetta tedesca che fallì.
È il secondo lavoro della band che presenta canzoni in lingua italiana. Il disco vanta la collaborazione di Brian Ritchie, bassista della band folk punk statunitense Violent Femmes. L'incontro tra la band pisana e Brian Ritchie è avvenuto ad un concerto dei Violent Femmes a Bologna aperto dagli Zen Circus.
Dall'album sono state estratti i singoli Wild Wild Life (video diretto da Filippo Francione), Figlio di puttana (video di Stefano Poletti) e Punk Lullaby (video di Davide Toffolo).
La canzone Narodna Pjesma è scritta in serbo e il titolo tradotto in italiano significa Canzone popolare, inoltre molte frasi sono non-sense.

## Tracce
1. Dead Penfriend – 2:41
2. Wild Wild Life (cover dei Talking Heads) – 3:17
3. Beat the Drum – 3:43
4. Punk Lullaby – 2:30
5. Dirty Feet – 2:20
6. Figlio di puttana – 4:02
7. Like a Girl Never Would – 4:41
8. Narodna Pjesma – 1:59
9. He Was Robert Zimmerman – 4:00
10. Vana gloria – 3:37
11. Oh, the River! – 3:55
12. Vent'anni – 1:55
13. Les tantes de la dimanche – 5:58

## Formazione
- Andrea Appino - voce e chitarra
- Ufo - basso e chitarra
- Karim Qqru - batteria, cajón, percussioni
- Brian Ritchie - basso, bouzouki, cajón, chitarra acustica, melodica, organo, shakuhachi, slide guitar, voce

### Ospiti
- Kim Deal e Kelley Deal (Pixies, The Breeders) - cori in Punk Lullaby
- Jerry Harrison (Talking Heads) - tastiere in Wild Wild Life
- Giorgio Canali - musicista
- Giulio Favero (One Dimensional Man, Il Teatro degli Orrori) - chitarra elettrica
- Daniel Heath - immagine copertina
- David Vartanian - masterizzazione